# Krikor Beledian
Krikor Beledian, né à Beyrouth (Liban) en 1945, est un écrivain de langue arménienne.

## Biographie
Krikor Beledian naît à Beyrouth en 1945, dans le quartier chrétien d'Achrafieh.
Il est l'auteur de plusieurs livres de poèmes, de récits et d'essais littéraires publiés en arménien occidental, en anglais et en français. Il est aussi l'un des principaux traducteurs de la poésie arménienne. Établi en France depuis les années 1970, il est jusqu'à sa retraite en 2012 maître de conférences à l'Institut national des langues et civilisations orientales de Paris (INALCO) et professeur de patrologie et de littérature médiévale arméniennes à la faculté de théologie de Lyon.

## Publications

### En arménien
- (hy) Մանտրաներ [« Mantras »], Paris, Impr. Haratch,‎ 1986, 116 p. (BNF 44176322)
- (hy) Գրիգոր Նարեկացի. լեզուի սահմաններուն մէջ [« Grégoire de Narek dans les limites du langage »], Venise, Impr. des Mekhitaristes,‎ 1985, 160 p. (BNF 42201622)
- (hy) Վայրեր [« Lieux »], Paris,‎ 1983, 157 p.
- (hy) Տրամ [« Drame »], Beyrouth, Impr. Atlas,‎ 1980, 527 p. (BNF 45126913)
- (hy + en) Հակաքերթուած [« Antipoème »], Los Angeles, Impr. April,‎ 1979, 104 p. (BNF 45049114)
- (hy) Հատուծներ «Սենեակ»ի մասին [« Fragments pour une chambre »], Beyrouth, Impr. Chirak,‎ 1978 (BNF 44176321)
- (hy) Տեղագրութիւն քանդուող քաղաքի մը համար [« Topographie pour une ville détruite »], Pasadena, The Corybantic press,‎ 1976, 11 p. (BNF 34684391)

### En français
- Nom  (trad. Sonia Bekmezian), Éditions Classiques Garnier, 2025, 292 p. (ISBN 978-2406177098)
- L'Image  (trad. Sonia Bekmezian), Éditions Classiques Garnier, 2021, 304 p. (ISBN 978-2406106272)
- Signe  (trad. Sonia Bekmezian), Éditions Classiques Garnier, 2018, 236 p. (ISBN 978-2406064510)
- Le Coup  (trad. Sonia Bekmezian), Éditions Classiques Garnier, 2018, 252 p. (ISBN 978-2406064480)
- Seuils  (trad. Sonia Bekmezian), Éditions Parenthèses, 2011, 248 p. (ISBN 978-2-86364-258-0)
- Poèmes choisis et traduits par Olivia Alloyan, Stéphane Juranics, Krikor Beledian et Nounée Abrahamian, Avis de recherche : Une anthologie de la poésie arménienne contemporaine, Éditions Parenthèses, coll. « Diasporales », 2006, 336 p., édition bilingue français-arménien (ISBN 978-2863641675)
- Cinquante ans de littérature arménienne en France : Du même à l'autre, CNRS Éditions, 2001, 487 p. (ISBN 978-2-271-05929-1)
- Les Arméniens, Éditions Brepols, 1996, 233 p. (ISBN 978-2-50350393-6)

Bibliographie bilingue complète sur le site de l'INALCO.